# Риу-Гранди-ду-Пиауи
Риу-Гранди-ду-Пиауи (порт. Rio Grande do Piauí) — муниципалитет в Бразилии, входит в штат Пиауи. Составная часть мезорегиона Юго-запад штата Пиауи. Входит в экономико-статистический микрорегион Флориану. Население составляет 6273 человек на 2010 год. Занимает площадь 635,951 км². Плотность населения — 9,86 чел./км².

## Демография
Согласно сведениям, собранным в ходе переписи 2010 г. Национальным институтом географии и статистики (IBGE), население муниципалитета составляет:
| Полное население                               | Полное население                               | Полное население                               | Полное население                               | 6273  |
| ---------------------------------------------- | ---------------------------------------------- | ---------------------------------------------- | ---------------------------------------------- | ----- |
| в том числе:                                   | Городское население                            | 4094                                           | Процент городского населения, %                | 65,26 |
|                                                | Сельское население                             | 2179                                           | Процент сельского населения, %                 | 34,74 |
|                                                | Мужское население                              | 3113                                           | Процент мужского населения, %                  | 49,63 |
|                                                | Женское население                              | 3160                                           | Процент женского населения, %                  | 50,37 |
| Плотность населения, чел/км²                   | Плотность населения, чел/км²                   | Плотность населения, чел/км²                   | Плотность населения, чел/км²                   | 9,86  |
| Население муниципалитета в % к населению штата | Население муниципалитета в % к населению штата | Население муниципалитета в % к населению штата | Население муниципалитета в % к населению штата | 0,20  |

По данным оценки 2016 года, население муниципалитета составляет 6329 жителей.

## Статистика
- Валовой внутренний продукт на 2003 год составляет 10 654 785,00 реалов (данные: Бразильский институт географии и статистики).
- Валовой внутренний продукт на душу населения на 2003 год составляет 1690,70 реалов (данные: Бразильский институт географии и статистики).
- Индекс развития человеческого потенциала на 2000 год составляет 0,643 (данные: Программа развития ООН).

## География
Климат местности: полупустыня.